# 7 Brygada Strzelców (URL)
7 Brygada Strzelców – oddział piechoty Armii Ukraińskiej Republiki Ludowej.

## Formowanie i zmiany organizacyjne
W wyniku rozmów atamana Symona Petlury z naczelnikiem państwa i zarazem naczelnym wodzem wojsk polskich Józefem Piłsudskim prowadzonych w grudniu 1919, ten ostatni wyraził zgodę na tworzenie ukraińskich jednostek wojskowych w Polsce.  Jednocześnie z formowaniem nowych oddziałów, Armia URL przystąpiła do gruntownej reorganizacji swoich sił wykrwawionych w walkach z wojskami „białej” i „czerwonej” Rosji.
Rozkazem Naczelnego Dowództwa Sił Zbrojnych Ukraińskiej Republiki Ludowej nr 3 z 10 stycznia 1920 nakazano sformować w Kamieńcu Podolskim 4 Brygadę Strzelców. Na dowódcę wyznaczony został płk Ołeksandr Szapował. W jej skład wejść miały trzy kurenie strzelców, pułk artylerii, oddział konny i sotnia karabinów maszynowych. 2 lutego do Kamieńca przybył płk Szapował i pod jego komendę przeszły wszystkie ukraińskie jednostki i instytucje wojskowe w mieście (w tym 1 pułk rekrutów). Rozkaz Naczelnego Dowództwa SZ nr 5 z 25 lutego określał, że dowódca brygady podlegać będzie bezpośrednio ministrowi spraw wojskowych. W połowie marca 1920 działał już sztab brygady, zakończono formowanie pierwszego kurenia, a w fazie organizacji znajdowały się drugi kureń, sotnia konna, bateria artylerii i sotnia techniczna. Przy sztabie utworzono rezerwę oficerów i urzędników wojskowych. Opiekę medyczną zapewniał punkt sanitarny i przydzielony oddział Czerwonego Krzyża.
Broń, umundurowanie i sprzęt wojskowy dostarczały jednostki polskie. Przekazały one Ukraińcom między innymi 350 karabinów i 8,5 tys. nabojów. 20 marca 4 Brygadę Strzelców włączono w skład nowo utworzonej 2 Dywizji Strzelców płk. Ołeksandra Udowyczenki (od 29 maja – 3 Żelazna Dywizja Strzelców). 26 maja brygada składała się ze sztabu, samodzielnej sotni konnej, 10., 11. i 12. kureni strzelców, 4 sotni technicznej i 4 pułku artylerii. Rozkazem dowódcy dywizji nr 27 z 9 czerwca brygada otrzymała numer 7, a jej kurenie odpowiednio 19, 20 i 21. Z powodu znacznych strat osobowych na froncie, 28 lipca cały stan osobowy 7 BS tymczasowo zebrano w dwóch kureniach zbiorczych. W październiku w brygadzie przeprowadzono mobilizację. Pozwoliło to na odtworzenie trzeciego kurenia.
W związku z podpisaniem przez Polskę układu o zawieszeniu broni na froncie przeciwbolszewickim, od 18 października  wojska ukraińskie zmuszone były prowadzić działania zbrojne samodzielnie.
21 listopada, pod naporem wojsk sowieckich, brygada doznała dużych strat i przeszła na zachodni brzeg Zbrucza, gdzie została internowana przez Wojsko Polskie. 23 listopada niedobitki brygady przekształcono w kureń, który z numerem porządkowym 19 wszedł w skład nowej 7 Zbiorczej Brygady Strzelców.

## Struktura organizacyjna
Organizacja brygady w październiku 1920
- dowództwo i sztab
- sotnia techniczna
- samodzielna sotnia konna
- 19 kureń strzelców
- 20 kureń strzelców
- 21 kureń strzelców
- dwie lekkie baterie artylerii

## Żołnierze oddziału
| Dowództwo jednostki      |                        |       |
| Stopień, imię i nazwisko | Okres pełnienia służby | Uwagi |
| Dowódcy brygady          |                        |       |
| płk Ołeksandr Szapował   | 10 I – 31 III          |       |
| płk Pawło Szandruk       | 31 III - koniec wojny  |       |
| Szefowie sztabu          |                        |       |
| sot. Spyrydon Biłeckyj   | 10 I – 31 III          |       |
| sot. Ołeksandr Nizijenko | 3 l III – 11 VI        |       |
| por. Mychajło Zołotar    | 11 – 29 VI             |       |
| por. Omeljan Hordynskyj  | 29 VI – VIII           |       |
| sot. Mykoła Trutenko     | VIII – 6 XI            |       |
| sot. Dmytro Linnyckyj    | 6 XI – koniec wojny    |       |